# BD-08°2823 c
BD-08°2823 c 또는 HIP 49067 c는 K형 주계열성 BD-08°2823을 도는 외계 행성으로, 지구로부터 육분의자리 방향으로 약 137 광년 떨어져 있다. 이 행성의 최소 질량은 목성의 3분의 1 정도아며, 모항성으로부터 0.68 AU 떨어져서 대략 7.8개월마다 1회 공전한다. 이 행성은 2009년 10월 19일 HARPS로 동시에 발견한 30개 외계 행성들 중 하나이다.

## 참고 문헌
- Hebrard 연구진 (2009). “The HARPS search for southern extra-solar planets⋆ XX. Planets around the active star BD -08 2823”. 《Astronomy & Astrophysics》.